# Ana Paula Rodrigues
Pour les articles homonymes, voir Rodrigues (homonymie).
Ana Paula Rodrigues Belo, née le 18 octobre 1987 à São Luís au Brésil, est une handballeuse internationale brésilienne.

## Biographie
De 2011 à 2014, elle évolue dans le club autrichien d'Hypo Niederösterreich, comme de nombreuses internationales brésiliennes.
À l'été 2016, après avoir remporté la Ligue des champions avec le CSM Bucarest, elle rejoint le club russe de Rostov-Don.
Blessée en 2018 (tendon d’Achille), Ana Paula retrouve ensuite le rythme de la compétition et participe au Championnat du monde 2019.
En janvier 2020, elle rejoint le club français du Chambray Touraine Handball.

## Palmarès

### En club
compétitions internationales
- vainqueur de la Ligue des champions (C1) en 2016 (avec CSM Bucarest)
- vainqueur de la Coupe des vainqueurs de coupe (C2) en 2013 (avec Hypo Niederösterreich)
- vainqueur de la coupe de l'EHF (C3) en 2017 (avec Rostov-Don)
  - finaliste en 2010 (avec BM Elda Prestigio)

compétitions nationales
- vainqueur du championnat d'Autriche en 2012, 2013 et 2014 (avec Hypo Niederösterreich)
- vainqueur de la coupe d'Autriche (ÖHB-Cup) en 2009, 2013 et 2014 (avec Hypo Niederösterreich)
- vainqueur du championnat de Roumanie en 2015 et 2016 (avec CSM Bucarest)
- vainqueur du championnat de Russie en 2017, 2018 et 2019 (avec Rostov-Don)
- vainqueur de la coupe de Russie en 2017, 2018 et 2019 (avec Rostov-Don)

### En sélection
Jeux olympiques
- 9e place aux Jeux olympiques de 2008 de Pékin,  Chine
- 6e place aux Jeux olympiques de 2012 de Londres,  Royaume-Uni
- 5e place aux Jeux olympiques de 2016 de Rio de Janeiro,  Brésil

Championnats du monde
- 5e place au Championnat du monde 2011
- Médaille d'or au championne du monde 2013
- 10e place au Championnat du monde 2015
- 18e place au Championnat du monde 2017
- 19e place au Championnat du monde 2019

Jeux panaméricains
- Médaille d'or aux Jeux panaméricains de 2011
- Médaille d'or aux Jeux panaméricains de 2015
- Médaille d'or aux Jeux panaméricains de 2019

Championnats panaméricain
- Médaille d'or au Championnat panaméricain 2011
- Médaille d'or au Championnat panaméricain 2013
- Médaille d'or au Championnat panaméricain 2017